# Virgil von Helmreichen zu Brunnfeld
Virgil von Helmreichen zu Brunnfeld (Salisburgo, 1805 – Rio de Janeiro, 6 gennaio 1852) è stato un esploratore e geologo austriaco.
Si trasferì in Brasile nel 1836 come dipendente della società mineraria anglo-brasiliana di Minas Gerais. Divenne noto per avere attraversato, insieme a Johann Carl Hocheder, il continente sudamericano da Rio de Janeiro ad Asunción e ritorno tra il 1846 e il 1851 tracciandone per primi il profilo geologico e riportando una gran quantità di dati scientifici.